# USS Card (CVE-11)
USS Card (CVE-11) («Кард») — авианосец ВМС США типа «Боуг». В строю с 1942 года, участвовал во Второй мировой войне. Известен тем, что в течение нескольких месяцев 1943 года потопил в северной и центральной Атлантике по меньшей мере 8 немецких подводных лодок. После войны находился некоторое время в резерве, затем переклассифицирован в авиатранспорт. В этом качестве участвовал в войне во Вьетнаме; в мае 1964 года в гавани Сайгона подорван вьетконговскими боевыми пловцами и сел на грунт. Списан в 1970 году.

## Вторая мировая война

### Постройка и ввод в строй
«Кард» был заложен 27 октября 1941 года на верфи судостроительной компании «Сиэттл-Такома» (г. Такома, штат Вашингтон), спущен на воду 27 февраля 1942 года. Название получил в честь одного из проливов во Флориде, к югу от Майами. Первоначально он строился как авиатранспорт, но с августа 1942 года стал достраиваться как вспомогательный авианосец. Корабль был включен в состав флота 8 ноября с бортовым номером CVE-11.
В начале 1943 года «Кард» совершил переход на Атлантику и некоторое время проходил испытания в Чесапикском заливе. Первый выход в море с боевым заданием он совершил в мае 1943 года, осуществив перевозку самолетов для нужд американских сил, высаживавшихся в Марокко.

### Противолодочная деятельность в 1943-44 годах
В июле 1943 года «Кард» был вновь переклассифицирован — в эскортный авианосец, и вскоре (27 июля) вышел из Норфолка в боевой поход во главе авианосной противолодочной группы TG 21.14. В течение августа самолёты «Карда» уничтожили в районе Азорских островов 4 немецких подводных лодки (ПЛ): 7 августа — U-117, 9 августа — U-664, 11 августа — U-525 и 27 августа — U-847.
Второй поход группы во главе с «Кардом» (25 сентября — 9 ноября) оказался также весьма результативным. Американскому соединению удалось обнаружить группу ПЛ, дозавправлявшихся топливом, и 4 октября самолёты «Карда» потопили сразу две лодки — U-460 и U-422. 13 октября была потоплена U-402, а 31 октября — U-584. Все лодки в течение обоих походов были потоплены самолётами «Эвенджер» и «Уайлдкэт» с применением глубинных бомб и торпед с акустическим самонаведением Mark 24.
Третий поход группы состоялся 24 ноября 1943 — 2 января 1944 года. 23 декабря соединение обнаружило крупную группу немецких ПЛ, в течение 5 часов войдя в контакт с 12 лодками. Корабли соединения в этот день потопили U-645 при потере эсминца «Лири». Самолёты авианосца в течение всей ночи вели преследование нескольких ПЛ.
В марте — мае 1944 года «Кард» привлекался для транспортных целей, осуществляя перевозки в Касабланку. После этого корабль прошел ремонт. 25 июня он вновь вышел в боевой поход во главе авианосной противолодочной группы TG 22.10. 5 июля эсминцы группы потопили ПЛ U-233, взяв в плен бо́льшую часть её экипажа.
В целом на счету «Карда» 8 уничтоженных лодок, а если считать все ПЛ, потопленные группой во главе с «Кардом», то 11. Это делает «Кард» одним из наиболее результативных по этому показателю кораблей стран антигитлеровской коалиции (на первом месте — американский авианосец «Боуг», головной корабль серии, к которой принадлежал и «Кард», с 13 потопленными ПЛ).

### 1944—1945 годы
Последующая служба «Карда» была менее примечательной. Несмотря на несколько боевых походов, кораблю больше не удалось уничтожить ни одной подлодки, хотя 12 октября 1944 года его самолёты участвовали в атаке немецкой ПЛ у Азорских островов. После короткого ремонта в феврале 1945 года на авианосец в очередной раз были возложены транспортные функции. Летом корабль был переведён на Тихоокеанский театр, где также выполнял преимущественно задачи по перевозке войск и военных грузов. Он также использовался для обучения лётчиков палубной авиации. По итогам Второй мировой войны «Кард» был удостоен знака отличия Президента США и трёх звезд за службу.

## Последующая служба

### Послевоенный период
13 мая 1946 года «Кард», находившийся на тот момент в Норфолке, был выведен из боевого состава флота в резерв. Он стал вспомогательным авианосцем, будучи несколько раз в течение 1950-х годов переклассифицирован; соответственно неоднократно менялся и бортовой номер корабля.

### Война во Вьетнаме
В 1958 году «Кард» был вновь введён в активную службу в связи с нарастанием напряжённости во Вьетнаме. Корабль, находясь в подчинении Командования морских перевозок с гражданским экипажем активно привлекался для транспортировки во Вьетнам авиационной техники.
2 мая 1964 года корабль, находясь в гавани Сайгона, был подорван вьетконговскими боевыми пловцами, установившими на его днище мины (один член экипажа погиб). «Кард» сел на грунт, в связи с чем в источниках этот инцидент обычно описывается как его потопление. Однако уже через две недели он был поднят и направлен на ремонт. В декабре он снова вошёл в строй.
«Кард» был списан в 1970 году и в следующем году разобран на металл.